# Loco (canción de Anitta)
«Loco» es una canción de la cantante brasileña Anitta que fue lanzada el 29 de enero de 2021 a través de Warner Records.

## Antecedentes
El 25 de enero de 2021, Anitta anunció «Loco» junto con su portada y fecha de lanzamiento a través de Instagram. La portada muestra a Anitta usando un bikini en un paisaje gélido. La canción fue escrita por Anitta, Gale, Ibere Fortes y su productor DVLP.

## Video musical
Anitta filmó el vídeo musical de «Loco» el 23 de enero de 2020 en Aspen, Colorado, Estados Unidos durante sus vacaciones en una estación de esquí. Comenzó a llamar a amigas para enviarles bikinis y a llamar gente para la producción. La filmación del videoclip estuvo bajo la dirección del fotógrafo y director Steven Gomillion, quien ha trabajado con Jennifer Lopez, Kim Kardashian, Rihanna y Cardi B. Janelle Miller estuvo a cargo del estilismo. El 29 de abril de 2021, el videoclip dejó de estar disponible para su visualización en YouTube por razones desconocidas.

## Posicionamiento en listas
| Listas (2021)                                       | Mejor posición |
| --------------------------------------------------- | -------------- |
| Estados Unidos (Billboard Latin Digital Song Sales) | 25             |
| México (Billboard Mexico Airplay)                   | 13             |
| México (Billboard Mexico Español Airplay)           | 2              |
| Portugal (AFP)                                      | 113            |